# Октавио Амадео, Марио
Марио Октавио Амадео Френч (исп. Mario Octavio Amadeo French; 11 января 1911, Буэнос-Айрес, Аргентина — 19 марта 1983, Буэнос-Айрес) — аргентинский общественный и государственный деятель, министр иностранных дел (1955).

## Биография
Получил философское образование и некоторое время работал в качестве ученого в этой области. Был приверженцем антилиберализма и консервативного католицизма. Являлся президентом Ateneo de la República, полусекретного клуба, члены которого подозревались в симпатиях к фашизму. В 1931 г. выступил основателем «Католического действия» в Аргентине, выступал за антидемократический традиционализм, корпоративизм и экономический национализм, нацеленный на ограничение влияния иностранного капитала.
Во время Второй мировой войны стал ассоциироваться с представителями аргентинской политики, поддерживавших Третий рейх. Был близок с Хуаном Карлосом Гойенече, постоянно посещавшим нацистскую Германию. В результате США в так называемой «Синей книге по Аргентине» причислила его к «доверенным сотрудникам из SD». Его позиция проявилась впоследствии на посту представителя при Организации Объединенных Наций, когда он выступил с резкой критикой Израиля, похитившего Адольфа Эйхмана.
Вместе с тем симпатизировал перонизму и даже после свержения Х. Д. Перона в сентябре 1955 г. спас ему жизнь, когда тот при бегстве в Парагвай поскользнулся и мог утонуть. В то же время критиковал его за стремление изменить существовавшую до него социальную иерархию.
В сентябре-ноябре 1955 г., после свержения Хуана Перона, находился на посту министра иностранных дел Аргентины. Затем создал свою партию — Демократический Христианский Союз, которая, впрочем, не получила электоральной поддержки.
Являлся членом-учредителем аргентинского отделения созданной в Бразилии международной традиционалистской организации Tradición, Familia y Propiedad.
В 1966—1969 годах — посол в Бразилии.
Был представителем Аргентины в ООН (1958—1962 годы), первым заместителем председателя Комитета ООН по мирному использованию космического пространства. В мае 1959 г. являлся председателем Совета Безопасности. Несет личную ответственность за введение разработанного при его участии Закона 22068 времен «Грязной войны», по которому любой без вести пропавший по истечении 90 дней объявлялся умершим. Был членом подкомиссии по предупреждению дискриминации и защите меньшинств, учрежденной при Комиссии ООН по правам человека, который занимался расследованием исчезновений. Как член этой группы в 1979 г. он признал бедность аргентинских тюрем, но утверждал, что политические исчезновения уже закончилась, и даже утверждал, что подобные исчезновения были обычным элементом жизни в Нью-Йорке.